# Janet Brown
Janet McLuckie Brown (Rutherglen, 14 de diciembre de 1923 – Hove, 27 de mayo de 2011) fue una actriz, comediante e imitadora escocesa que fue principalmente conocida en las décadas de 1970 y 1980 por sus imitaciones de la política británica Margaret Thatcher.

## Trayectoria
Nació en el condado de Lanarkshire, y estudió en la Academia Rutherglen. Durante la Segunda Guerra Mundial, se alistó en el Servicio Territorial Auxiliar. Estuvo casada con el actor Peter Butterworth, conocido por su participación en la serie de películas Carry On, con quien tuvo dos hijos. Ambos aparecieron juntos en la serie de comedia televisiva How Do You View? (1947–53), escrita y protagonizada por Terry-Thomas. 
Brown debutó como actriz en 1948, y apareció en varias series británicas, como The Eric Barker Half-Hour (1952), How Do You View? (1952-1953) y Amigos y vecinos (1954). A partir de la elección de Margaret Thatcher como líder del Partido Conservador en 1975, actuó como Thatcher en programas como The Mike Yarwood Show de la BBC en televisión, en The News Huddlines de BBC Radio y en la película de James Bond de 1981, For Your Eyes Only. En 1979, interpretó a Thatcher en el álbum de comedia Iron Lady: The Coming of the Leader, escrito por el satírico The Private Eye, John Wells, y producido por el cocreador y productor de la serie Secret Policeman's Ball, Martin Lewis, y el cocreador y productor de la serie Not the Nine O'Clock News, John Lloyd.
Fue protagonista de This Is Your Life en 1980 cuando fue sorprendida por el presentador de televisión Eamonn Andrews. Su autobiografía, publicada en 1986 la tituló Prime Mimicker.
En 1990, grabó una secuencia de palabra hablada con su voz de Margaret Thatcher para el álbum Amarok de Mike Oldfield.  Su último papel fue como Old Lady Squeamish en el escenario del West End de Londres en una producción de The Country Wife de Wycherley en el Teatro Haymarket, que se inauguró en septiembre de 2007.

## Filmografía
| Año  | Título                                                       | Papel                                 | Notes |
| ---- | ------------------------------------------------------------ | ------------------------------------- | ----- |
| 1949 | Floodtide                                                    | Rosie                                 |       |
| 1950 | A Ray of Sunshine: An Irresponsible Medley of Song and Dance | Self – Impressionist                  |       |
| 1953 | Folly to Be Wise                                             | Jessie Killegrew                      |       |
| 1964 | A Home of Your Own                                           |                                       |       |
| 1967 | Hey Boy! Hey Girl                                            |                                       |       |
| 1969 | The Adding Machine                                           | Fat Woman                             |       |
| 1970 | Mi hijo, mi amor                                             | Mrs. Woods                            |       |
| 1972 | Bless This House                                             | Annie Hobbs                           |       |
| 1977 | Wombling Free                                                | Womble                                | Voz   |
| 1981 | For Your Eyes Only                                           | Margaret Thatcher, The Prime Minister |       |
| 2005 | Summer Solstice                                              | Mrs. Armstrong                        |       |
| 2006 | Underground Ernie                                            | Victoria                              | Voz   |
| 2010 | Zorro and Scarlet Whip Revealed!                             | Mrs. McAlistair                       | Voz   |